# Tandem Reconnection and Cusp Electrodynamics Reconnaissance Satellites

Logo de la mission.

Tandem Reconnection and Cusp Electrodynamics Reconnaissance Satellites, plus communément désignée par son acronyme TRACERS, est une mission spatiale du programme Explorer de l'agence spatiale américaine, la NASA, qui doit effectuer des mesures des champs magnétiques et des particules porteuses de charge électrique au niveau du cornet polaire situé au-dessus du pôle Nord. L'objectif scientifique de la mission est d'étudier comment la magnétosphère réagit dans cette région de l'espace aux événements solaires (vent solaire). La mission est développée sous la supervision de l'Université de l'Iowa et bénéficie d'un budget de 115 millions US$. Elle repose sur deux mini-satellites identiques circulant en tandem sur une orbite héliosynchrone et équipés d'instruments mesurant le champ électrique, les particules et les champs magnétiques. La mission, qui sera lancée vers avril 2025, a une durée de 1 an.

## Historique du projet
En août 2017, la NASA pré sélectionne la proposition de mission TRACERS  de l'Université de l'Iowa à Iowa City pour en réaliser une étude détaillée en vue d'une future mission SMEX du programme Explorer. En juin 2019, TRACERS est finalement sélectionnée avec une autre mission SMEX,PUNCH. La mission bénéficie d'un budget de 115 millions US$,.

## Objectifs
Le but général de la mission est de déterminer comment les variations spatiales et temporelles des reconnexions magnétiques (connexion des lignes du champ magnétique terrestre et solaire sous l'influence du vent solaire) influent sur la dynamique des cornets polaires, ce qui se décline en trois objectifs : 
- Déterminer dans quelle mesure la reconnexion de la magnétopause varie principalement spatialement ou de manière temporelle pour toute une série de configurations du vent solaire.
- Pour les reconnexions variant temporellement déterminer comment la vitesse de reconnexion évolue.
- Déterminer dans quelle mesure les structures dynamiques dans le cornet polaire sont associées aux reconnexions temporelles ou au contraire spatiales.

## Caractéristiques techniques
La mission comprend deux satellites identiques. Chaque satellite a une masse d'environ 200 kilogrammes. Le satellite a la forme d'un prisme droit octogonal haut de 90 centimètres pour 1,32 mètres de diamètre. Chacune de ses 8 faces verticales est recouverte d'un panneau solaire qui alimente en énergie les instruments et les équipements permettant le fonctionnement du satellite. La plateforme du satellite de type Altair est fournie par la société Millennium Space Systems. Elle est stabilisée par rotation à raison de 10 tours par minute. La structure est constituée de panneaux en nid d'abeilles d'aluminium. La majorité des composants est fixée sur les deux panneaux formant les extrémités du prisme, les autres étant distribués sur les panneaux verticaux. Les télécommunications se font en bande S via une antenne planaire avec un débit de 6 mégabits/seconde sur la liaison descendante et 32 kilobits/seconde sur la liaison montante. Le satellite dispose d'une propulsion utilisant de l'hydrazine qui est utilisée pour les corrections de l'orbite, l'ajustement de la distance entre les deux satellites et le désorbitage en fin de mission. Le contrôle d'attitude et de l'orbite sont assurés par une centrale à inertie, des magnétomètres tri-axiaux, un capteur solaire et un récepteur GPS. Le système de contrôle thermique est à la fois actif et passif. Dans l'espace deux ensembles d'antennes sont déployées : quatre antennes longues de 6,5 mètres portent les capteurs de l'instrument EFI et deux antennes longues de 1,7 mètres portent les capteurs des magnétomètres  MAG, MSC et MAGIC.

## Instruments scientifiques
Chaque satellite dispose de cinq instruments qui mesurent in situ les particules chargées, le champ électrique et le champ magnétique. Tous dérivent d'instruments ayant déjà participé à une mission spatiale :  
- ACI (Analyser for Cusp Ions) mesure les caractéristiques des ions ayant une énergie comprise entre 50 eV et 10 keV avec une résolution temporelle de 500 millisecondes. Il est dérivé de l'instrument Hot Plasma Composition Analyser installé sur les satellites MMS. ACI est fourni par le Southwest Research Institute[5].
- ACE (Analyser for Cusp Electrons) est un analyseur électrostatique dérivé d'un instrument installé sur le satellite ACES et la fusée-sonde CHARM-2. Il fournit les caractéristiques des électrons ayant une énergie comprise entre 40 eV et 10 keV avec une résolution temporelle de 100 millisecondes. ACE est fourni par l'Université de l'Iowa[6].
- EFI (Electric Field Instrument) est un instrument mesurant les champs électriques dont un exemplaire a été embarqué à bord du satellite du CNES DEMETER. EFI est fourni par le laboratoire Space Sciences Laboratory de l'Université de Berkeley[7].
- MAG (DC Magnetometer) est un magnétomètre fluxgate dérivé d'un instrument embarqué sur la sonde spatiale InSight. Il mesure le champ magnétique jusqu'à une fréquence de 5 Herz[8].
- MSC  (Magnetic Search Coil) est un magnétomètre 3 axes fourni par l'Université de Californie qui est dérivé d'un instrument embarqué sur les satellites Van Allen Probes (l'antenne dérive d'un équipement embarqué sur les satellites THEMIS) [9].

## Qualification d'un magnétomètre expérimental
- MAGIC  (MAGnetometers for Innovation and Capability) est un magnétomètre expérimental développé par l'Université de l'Iowa dont deux exemplaires doivent être testés dans l'espace[10].

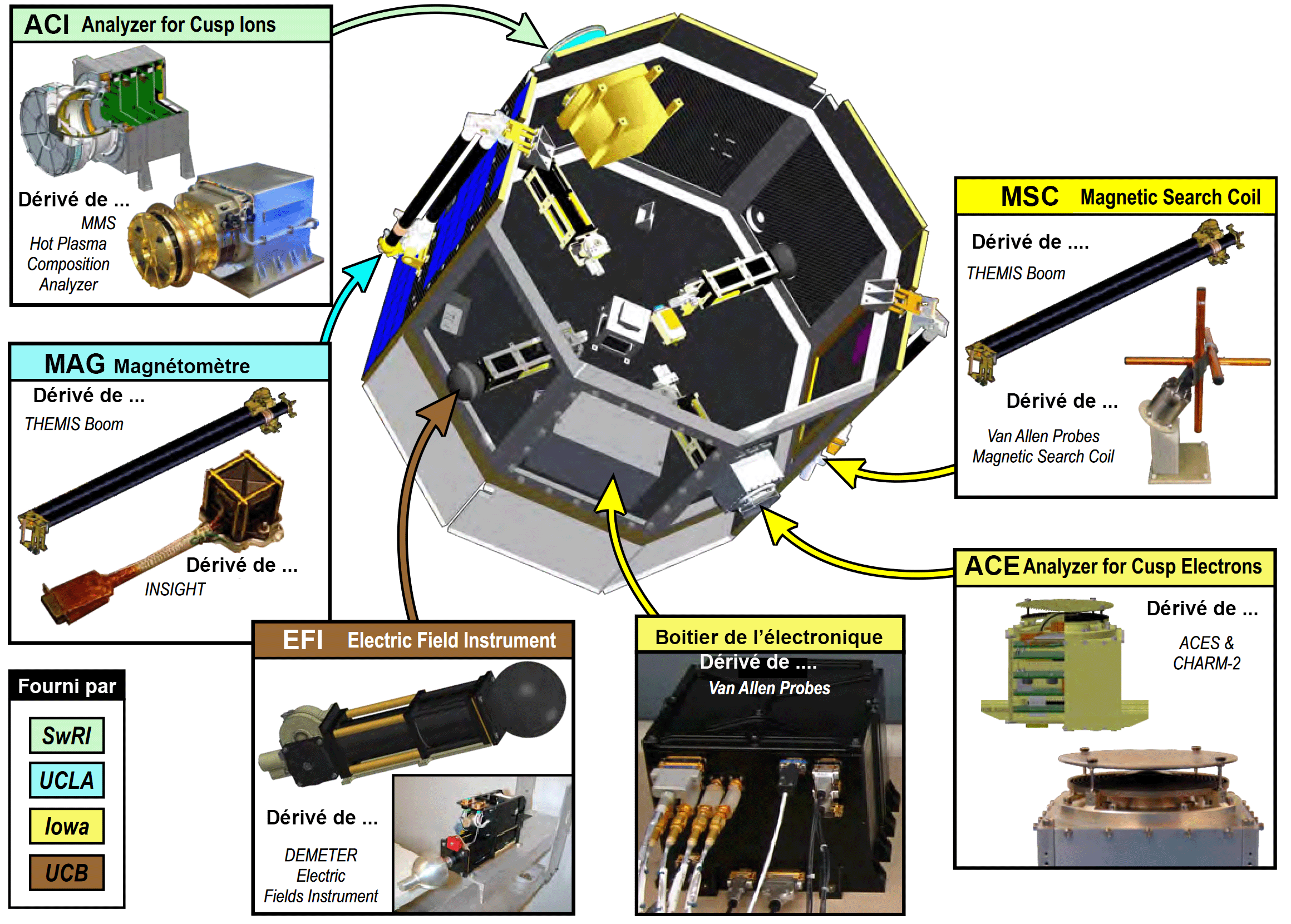
Schéma montrant la position des instruments sur le satellite TRACERS. MSC, ECI et MAG sont montrés en position repliée (des antennes sont déployées en orbite). Des composants du satellite ne sont pas montrés pour permettre de visualiser les instruments.

## Déroulement de la mission
Les deux satellites TRACERS seront lancés en même temps que la mission PUNCH vers avril 2025. Ils constitueront une charge utile secondaire du lanceur Falcon 9 et seront placés par celui-ci sur une orbite héliosynchrone à une altitude d'environ 600 kilomètres. Les deux satellites circuleront sur la même orbite en maintenant entre eux une distance de 10 à 120 secondes. La durée de la mission primaire est de un an